# Lingua minderica
Il Minderico o lingua minderica (minderico o piação dos charales do Ninhou in portoghese), è una lingua romanza del gruppo galego-portoghese o galiziano-portoghese con codice ISO 639-3: drc.
È una variante parlata a Minde, nel comune di Alcanena in Portogallo da circa 500 persone, diffusa dal XVIII secolo. Inizialmente questa variante funzionava come codice noto solo ai produttori e commercianti di coperte di Minde. Poiché era utilizzato solo da un gruppo ristretto, era fino ad allora un socioletto. È minacciato di estinzione e ha due varianti regionali: Minde e Mira de Aire (quest'ultimo, meno comune, è talvolta chiamato gergo mirense).
Frutto di una comunità isolata, situata in una chiusa depressione tra gli altipiani di Santo António e São Mamede, nel cuore del massiccio dell'Estremenho Calcário, il Minderico, inizialmente come lingua segreta, era simile a varianti riscontrabili in altri gruppi e specificità etniche comunità sparse in tutta la regione, nel mondo, che usano "termini ed espressioni di difesa", cioè parole ed espressioni che consentono ai membri di quella comunità di dialogare tra loro senza far conoscere ad altri il significato di quella comunicazione. Tuttavia, minderico ha superato le barriere della segretezza e si è diffuso non solo a tutti i gruppi sociali della comunità minderica, ma ha anche iniziato ad essere utilizzato in tutti i contesti sociali (non solo per gli affari). Questa evoluzione - dal linguaggio segreto al linguaggio quotidiano - non è esclusiva di Minderico.
In molti dei lessemi minderici, la loro origine è evidente nelle immagini quotidiane, che passano figurativamente nel linguaggio, ma anche, sebbene in misura minore, attraverso cambiamenti nel volgare portoghese, senza dimenticare gli stessi sviluppi minderici. I nomi delle persone della terra hanno dato origine a espressioni che designano professioni o caratteristiche. Il Minderico è conosciuto ancora oggi dalla maggior parte della popolazione adulta, anche se a causa del mutamento dei costumi vi è una spiccata tendenza al suo disuso e all'oblio tra i più giovani.
Esistono cinque edizioni di un glossario di Minderico, in cui si trovano le parole tradotte dal portoghese a Minderico e da Minderico al portoghese. L'edizione 2004, la più completa e attuale, è disponibile presso il Roque Gameiro Arts and Crafts Center. Il Centro Interdisciplinare per la Documentazione Linguistica e Sociale (CIDLeS), centro di ricerca dedicato allo studio e alla documentazione delle lingue in via di estinzione in Europa e allo sviluppo delle tecnologie linguistiche per le lingue meno utilizzate, è l'istituzione che da anni si occupa di documentazione linguistica e diffusione di minderico, nonché suo rilancio, in diretta collaborazione con la community dei relatori.

## Forme di tutela
Attualmente minderico è l'obiettivo di alcuni progetti come forma di rivitalizzazione, affinché non cada nel dimenticatoio. A titolo di esempio abbiamo:
- Corsi di Minderico presso il Roque Gameiro Arts and Crafts Center per diverse fasce d'età.
- Realizzazione del primo dizionario bilingue (basato su glossari esistenti) con spiegazioni fonetiche, semantiche, morfosintattiche, pragmatiche ed etimologiche, corredato da una versione multimediale.[1]
- Uso di minderico alle feste, alle celebrazioni di Minde e nei media.
- Traduzione di piatti toponomastici, menu di ristoranti e bar di Minde.
- Progetto di documentazione, con sede presso l'Università di Regensburg e incluso nell'Endangered Languages Documentation Program (DoBeS), con il sostegno finanziario della Fondazione Volkswagen.[2]
- Realizzazione di un software per l'apprendimento del lessico Minderico ( WordByWord ) già in uso presso Escola EB 2/3 a Minde.
- Mappa interattiva di Minde con descrizioni delle particolarità del paese in minderico[1]